# Atrauli
Atrauli és una ciutat i municipi de l'Índia, al districte d'Aligarh, estat d'Uttar Pradesh, a uns 30 km d'Aligarh. Famosa per la Col·lecció de Llet coneguda com a Tulsi dairy,Shahji dairy, Balaji dairy, Paras dairy, Nova dairy o Param dairy. Hi va néixer el músic Ustad Alladiya Khan, fundador de l'escola de música Jaipur-Atrauli gharana. Té una població de 43.845 habitants (el 1881 eren 14.374 habitants, ambs 3/5 d'hindús i 2/5 de musulmans).

## Història
Fou fundada al segle xii però la seva història local no és coneguda. Durant la rebel·lió de 1857 va estar en mans dels rebels del juny al setembre de 1857.